# Chobi (plaats)
Chobi (Georgisch: ხობი) is een stad in het westen van Georgië met ongeveer 3.100 inwoners (2024), gelegen in de regio Samegrelo-Zemo Svaneti. Het is gesitueerd op de rechteroever van de rivier Chobi in de Colchisvlakte. Chobi is het bestuurlijke centrum van de gelijknamige gemeente en ligt 20 kilometer ten zuiden van de regionale hoofdstad Zoegdidi en 300 kilometer van hoofdstad Tbilisi.

## Geschiedenis

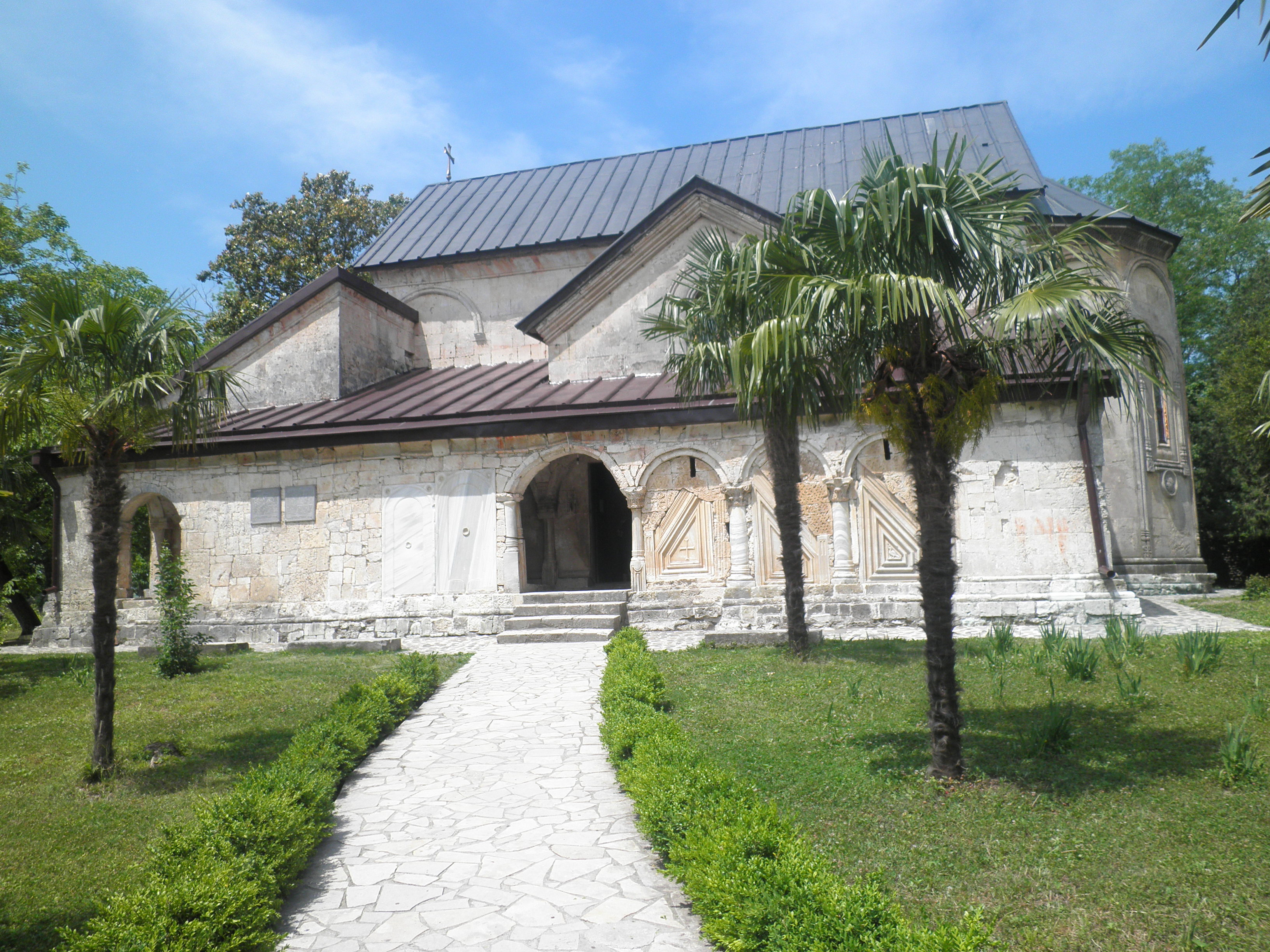
Chobi klooster

Het gebied rond Chobi is al sinds de oudheid bewoond. Het lag in een centraal deel van het oude Colchis, en er zijn veel archeologische vondsten gedaan. Na de val van het Koninkrijk Georgië halverwege de 15e eeuw werd het gebied van Chobi onderdeel van het vorstendom Mingrelië (of ook wel Odisji) tot de annexatie in de 19e eeuw door het Russisch Rijk.
Halverwege de 19e eeuw, na de consolidatie van alle delen van Georgië onder het Russische gezag en de bestuurlijke herindeling van Transkaukasië, kwam Chobi in het gouvernement Koetais te liggen, waarbinnen het in de bestuurseenheid Oejezd Zoegdidi kwam te liggen. Pas in 1930, met de bestuurlijke herindelingen van de Sovjet-Unie, werd Chobi het centrum van een eigen bestuurlijke eenheid, het rajon (district) Chobi. In de jaren 1930 en 1940 ging de spoorverbinding via Zoegdidi en Soechoemi naar Adler in de Russische SFSR in delen open, waarmee Chobi aan de westelijke spoorpassage van de Kaukasus kwam te liggen. In 1961 werd Chobi gepromoveerd tot 'nederzetting met stedelijk karakter' (დაბა, daba), en in 1981 tot stad (ქალაკი, kalaki).

## Geografie
Chobi ligt op een hoogte van ongeveer 25 meter boven zeeniveau op de rechteroever van de Chobi, die ten noorden Poti in de Zwarte Zee uitmondt. Ten noorden van Chobi ligt een kleine maar significante heuvelrug. Chobi ligt op de overgang van het Colchis-laagland en het Odisji-plateau, een verheffing ten opzichte van het laagland.

## Demografie
Begin 2024 had Chobi 3.098 inwoners, een daling van 27% ten opzichte van de volkstelling van 2014. De bevolking van Chobi bestond volgens die volkstelling vrijwel geheel uit Georgiërs (99,5%), met name Mingreliërs.
| Aantal                                                           | - | 342 | 906 | 1.463 | 2.745 | 3.859 | 6.873 | 5.604 | 4.242 | 3.646 | 3.098 |
| Verantwoording data: Bevolkingsstatistiek Georgië 1897 tot heden |   |     |     |       |       |       |       |       |       |       |       |

## Bezienswaardigheden
In Chobi en directe omgeving zijn enkele historische bezienswaardigheden zoals het middeleeuwse Chobi-klooster. Het complex geldt als een van de historische hoogtepunten uit de 13e-14e eeuw, en ligt een paar kilometer ten noorden van de stad in het dorpje Nodzjichevi.
Chobi heeft een groene uitstraling, de hoofdweg is omgeven met grote naaldbomen, wat de plaats een aangenaam klimaat geeft. Er staan verschillende bestuursgebouwen uit het Sovjet-tijdperk, en het Huis van Cultuur is een voorbeeld van laat Sovjet-brutalisme. Het gebouw stamt uit 1981 en heeft een grote theaterzaal voor 600 personen en een kleine zaal voor 130 personen. De sculpturen op en rond het gebouw zijn door de beroemde Russisch-Georgische kunstenaar Zoerab Tsereteli gemaakt. Het gebouw werd na jarenlange verwaarlozing in de periode 2016-2018 gerenoveerd.

## Vervoer
Chobi is gelegen langs de centrale Georgische hoofdweg S1 en is derhalve goed bereikbaar vanaf hoofdstad Tbilisi en de regionale steden Senaki, Zoegdidi en Poti. Er kruisen ook enkele regionale hoofdwegen zoals de Sh48 naar Poti en de olieterminal van Koelevi aan de Zwarte Zee en de Sh87 richting Tsjchorotskoe. Chobi ligt aan de Zoegdidi - Tbilisi spoorlijn en heeft een station en het dichtstbijzijnde vliegveld is de internationale luchthaven Koetaisi (55 kilometer).

## Foto's
De Georgisch-Russische beeldkunstenaar Zoerab Tsereteli maakte in Chobi in de jaren 1980 een aantal sculpturen op en bij het Huis van Cultuur.

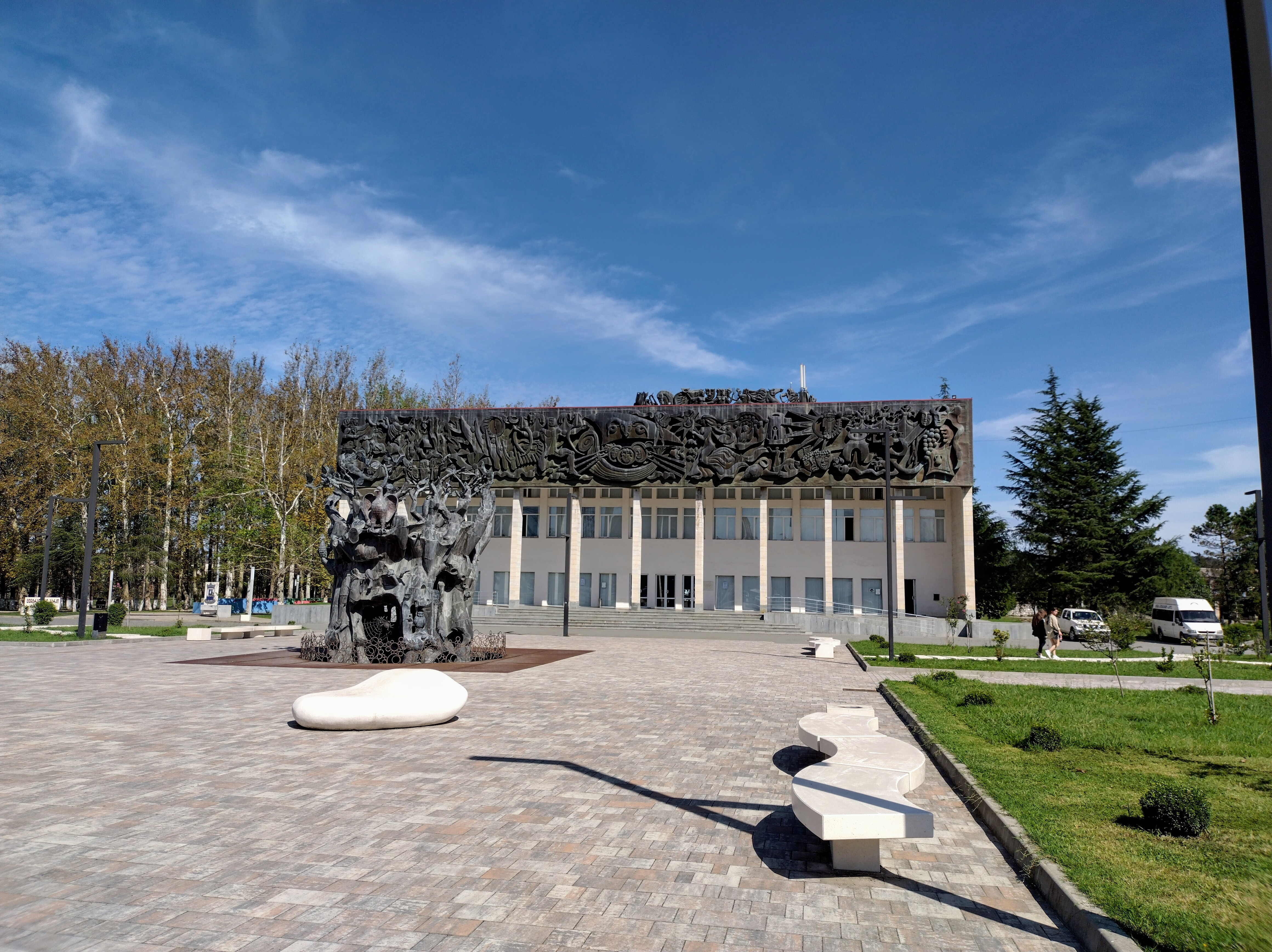
Huis van Cultuur
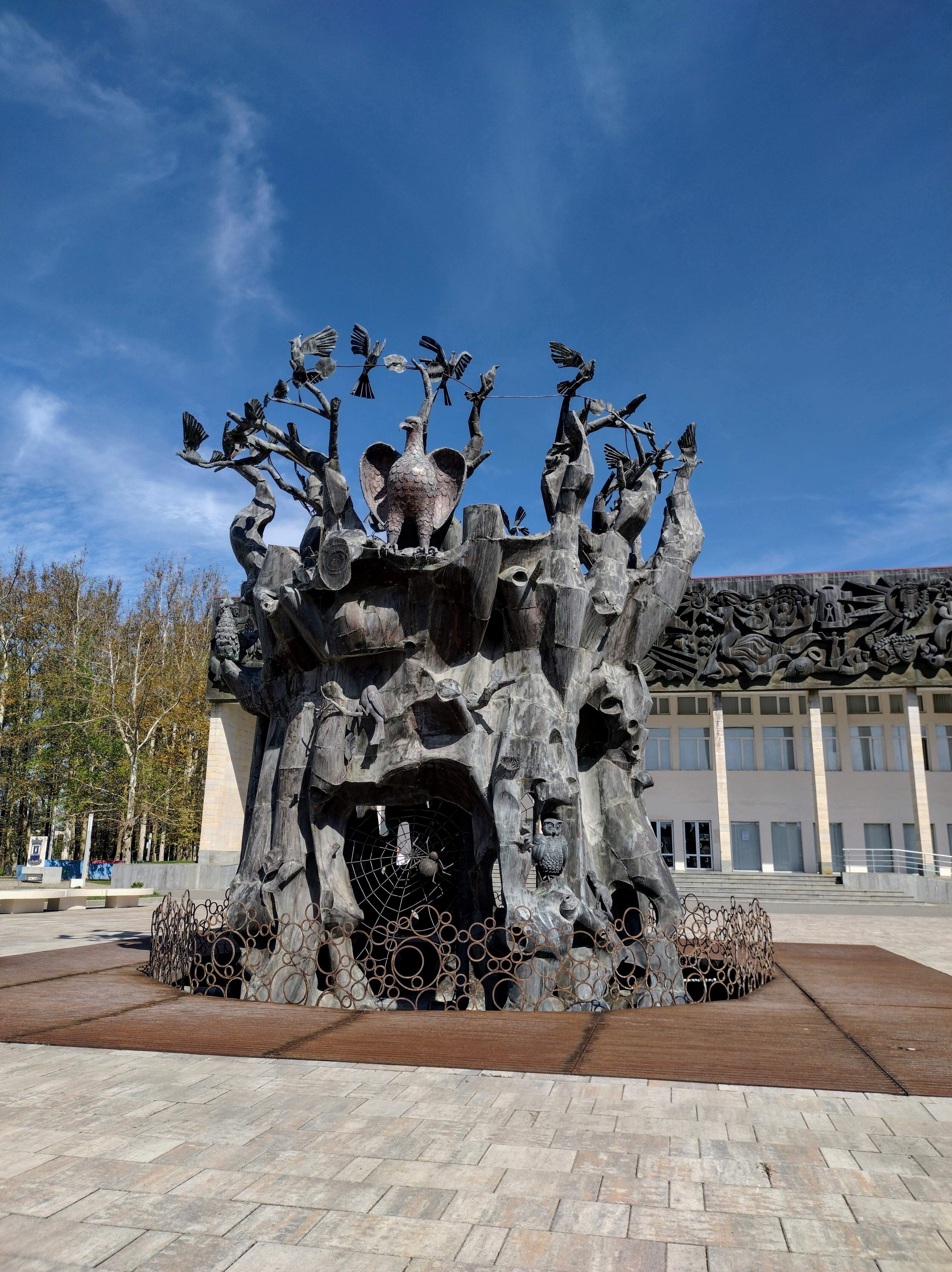
"Levensboom" (Tsereteli)
"Vriendschap der naties" (Tsereteli)